# Heterocrita
Heterocrita là một chi bướm đêm thuộc họ Geometridae.